# Trastlövtimalia
Trastlövtimalia (Illadopsis turdina) är en afrikansk fågel i familjen marktimalior inom ordningen tättingar. Den förekommer i Centralafrika. Fågeln minskar på grund av habitatförstörelse, men beståndet är än så länge livskraftigt.

## Utseende och läte
Trastlövtimalian är en trastlik marktimalia med rostfärgat fläckigt bröst på i övrigt vitaktig undersida. Ovansidan varierar geografiskt från roströd till olivgrön. Ungfåglar har ljusare näbb och mer rödbrun ovansida än adulta. Sången är från hanen ett gyllinglikt "whoh-tyaw-li" som honan ibland svarar till i duett.

## Utbredning och systematik
Trastlövtimalia förekommer i Centralafrika. Den delas in i tre underarter med följande utbredning:
- Illadopsis turdina harterti – förekommer i gräsmarker i centrala Kamerun
- Illadopsis turdina turdina – förekommer i östra Centralafrikanska republiken, sydligaste Sydsudan och närliggande nordöstra Demokratiska republiken Kongo
- Illadopsis turdina upembae – förekommer i södra Demokratiska republiken Kongo, nordöstra Angola och nordvästra Zambia

### Släktestillhörighet
Tidigare placerades fågeln som ensam art i släktet Ptyrticus. DNA-studier visar dock att den är en del av Illadopsis.

## Levnadssätt
Trastlövtimalian hittas i buskar, flodnära skog och tät skogsmark, framför allt nära vattendrag. Den födosöker nära marken och kan vara svår att få syn på.

## Status och hot
Arten har ett stort utbredningsområde och en stor population, men tros minska i antal till följd av habitatförstörelse och fragmentering. Den minskar dock inte tillräckligt kraftigt för att den ska betraktas som hotad. Internationella naturvårdsunionen IUCN kategoriserar därför arten som livskraftig (LC). Världspopulationen har inte uppskattats men den beskrivs som ovanlig till lokalt ganska vanlig.